# 浅野秀剛
浅野 秀剛（あさの しゅうごう、1950年12月28日 - ）は、日本の美術史研究家。特に浮世絵を独学で学び、浮世絵考証研究の第一人者とうたわれる。

## 来歴
秋田県能代市生まれ。秋田県立能代高等学校、立命館大学理工学部数学物理学科卒業。在学中は古美術研究会の会長を務めた。上京して築地市場でアルバイトをしながら日本浮世絵協会（現・国際浮世絵学会）で活動。通信教育で学芸員の資格をとり、34歳で千葉市教育委員会の学芸員となる。2007年、「初期浮世絵」で博士（哲学）（学習院大学）。千葉市美術館学芸課長を経て、財団法人大和文華館館長、2013年6月からはあべのハルカス美術館館長も兼任。

## 著書
- 錦絵を読む 山川出版社 2002.9 (日本史リブレット)
- 葛飾北斎・春画の世界  洋泉社 2005.3 (Color新書y)
- 菱川師宣と浮世絵の黎明 東京大学出版会 2008.11
- 浮世絵は語る 2010.7 (講談社現代新書)
- 浮世絵細見 2017.8 (講談社選書メチエ)

## 共編著
- 原色浮世絵大百科事典 第6-9巻 山口桂三郎共著 大修館書店 1980-1982
- 「喜多川歌麿」展図録 ティモシー・クラーク共編 朝日新聞社 1995
- 枕絵 浮世絵揃物　下 学習研究社 1995.4
- 春情妓談水揚帳 歌川国貞 学習研究社 1996.6 (江戸名作艶本)
- 艶紫娯拾余帖 歌川国貞 学習研究社 1996.2 (江戸名作艶本)
- 国芳 / 歌川国芳 吉田伸之共編 朝日新聞社 1997.11 (浮世絵を読む)
- 春信 / 鈴木春信 吉田伸之共編 朝日新聞社 1998.9 (浮世絵を読む)
- 歌麿 / 喜多川歌麿 吉田伸之共編 朝日新聞社 1998.3 (浮世絵を読む)
- 写楽 / 東洲斎写楽 吉田伸之共編 朝日新聞社 1998.1 (浮世絵を読む)
- 広重 歌川広重 吉田伸之共編 朝日新聞社 1998.7 (浮世絵を読む)
- 北斎 吉田伸之共編 朝日新聞社 1998.5 (浮世絵を読む)
- 東洲斎写楽 諏訪春雄,山口桂三郎共著 小学館 2002.4
- 大江戸日本橋絵巻 「煕代勝覧」の世界 吉田伸之共編 講談社 2003.10
- 写楽の意気 小学館 2006.1 (浮世絵ギャラリー)
- 歌麿の風流 小学館 2006.3 (浮世絵ギャラリー)
- すぐわかる楽しい江戸の浮世絵 辻惟雄と監修 東京美術 2008.9
- 江戸の絵本 画像とテキストの綾なせる世界 鈴木淳共編著 八木書店 2010.3
- 「写楽」in大歌舞伎 ストーリーで楽しむ（監修）東京美術 2011.4 (広げてわくわくシリーズ)